# Мадезимо
Мадезимо (итал. Madesimo) је насеље у Италији у округу Сондрио, региону Ломбардија.
Према процени из 2011. у насељу је живело 401 становника. Насеље се налази на надморској висини од 1547 м.

## Становништво
Према резултатима пописа становништва 2011. у општини је живело 540 становника.
| 1936. | 1951. | 1961. | 1971. | 1981. | 1991. | 2001. | 2011. |
| ----- | ----- | ----- | ----- | ----- | ----- | ----- | ----- |
| 435   | 533   | 524   | 676   | 679   | 631   | 581   | 540   |